# Matteo Politano
Matteo Politano ([matˈtɛːo poliˈtaːno] ; nascut el 3 d'agost de 1993) és un futbolista professional italià que juga d'extrem (tant a l'esquerra com a la dreta) o com a segon davanter al Napoli de la Sèrie A i a la selecció italiana.

## Carrera de club

### Roma
D'origen calabrès de Fiumefreddo Bruzio, Politano és un producte del planter d'l'AS Roma, amb qui va guanyar la lliga sub-17 "Allievi" 2010, així com el Campionato Nazionale Primavera 2011 i la Copa Itàlia Primavera 2012. Va ser el sisè màxim golejador de l'equip juvenil de la Roma la temporada 2011-12 (7 gols), per darrere de Junior Tallo, Nicolás López, Gianluca Leonardi, Federico Viviani i Giammario Piscitella. El juliol de 2012, Politano va ser cedit al Perugia Calcio. Va debutar professionalment a la Copa Itàlia. Politano va ser el davanter titular de la Lega Pro Prima Divisione 2012-13, amb 3 gols en els 5 primers partits de lliga al setembre.

### Pescara
El 30 de juny de 2013, el Delfino Pescara va fitxar Politano (500.000 €) i Piscitella (1,5 milions d'euros) com a part de l'acord que en què Caprari va tornar a Roma (2 milions d'euros); tanmateix, Caprari va tornar a Pescara de nou (1,5 milions d'euros) per Piscitella (1,5 milions d'euros) el gener de 2014.
El 27 de juny de 2015, la Roma va comprar Politano per 601.000 €, i Caprari es va traslladar a Pescara per 125.000 €.

### Sassuolo
El 2 de juliol de 2015, el club de la Sèrie A Sassuolo va fitxar Politano en un acord temporal amb opció de compra. El juny de 2016, Sassuolo va exercir la seva opció de compra de Politano.

### Inter de Milà
El 30 de juny de 2018, Politano va signar per l'Inter de Milà amb un contracte de cessió per tota la temporada del Sassuolo, amb una opció de compra el juny de 2019.
Va fer el seu debut oficial amb el club el 19 d'agost en el primer partit de la Sèrie A 2018-19 contra el seu club matriu, el Sassuolo, que va acabar amb una derrota per 1-0 a casa. El 15 de setembre, Politano va jugar el seu partit número 100 de la Sèrie A en una derrota per 1-0 contra el Parma a casa. Dues setmanes més tard, va debutar a la UEFA Champions League en una remuntada per 2-1 contra el Tottenham Hotspur FC a San Siro en el primer partit de la fase de grups.
El 29 de setembre, va obrir el seu compte de gols per a l'Inter en el partit de lliga contra el Càller, marcant el segon amb un gol de llarga distància en una victòria a casa per 2-0. Durant la temporada 2018-19, Politano va ser el jugador de camp més utilitzat, amb 48 aparicions en totes les competicions; només el porter Samir Handanović va jugar més que ell. Com a resultat, el 19 de juny de 2019 l'Inter va exercir la seva opció de comprar Politano del Sassuolo.
Tanmateix, amb el nomenament de l'entrenador en cap Antonio Conte i el posterior canvi de formació del 4–3–3 al 3–5–2, Politano aviat va perdre el seu lloc a l'alineació habitual de l'equip. El gener del 2020, Politano va passar la visita mèdica a la Roma i havia de ser canviat per Leonardo Spinazzola, però el traspàs es va cancel·lar perquè l'Inter no estava del tot satisfet amb les condicions físiques de Spinazzola i va fracassar en la renegociació de l'acord.

### Nàpols
El 28 de gener de 2020, Politano es va traslladar a Nàpols amb un préstec de dos anys amb l'obligació de fer l'acord permanent. El 29 d'octubre de 2020, va marcar l'únic gol en una victòria per 1-0 a la Reial Societat a la Lliga Europa de la UEFA 2020-21.

## Carrera internacional
Politano va tenir la seva primera convocatòria sub-19 amb Itàlia contra l'equip "C" sub-20 d'Itàlia el desembre de 2011. Després va jugar dues vegades durant la campanya de classificació d'elit del Campionat d'Europa de futbol sub-19 de la UEFA de 2012 (com a substitut d'Elio De Silvestro) i va aparèixer en dos amistosos abans de la ronda elit de la competició.
El 5 de novembre de 2016, Politano va ser convocat per primera vegada a la selecció absoluta per al partit de classificació de la Copa del Món de la FIFA 2018 contra Liechtenstein i un partit amistós contra Alemanya pel tècnic Gian Piero Ventura. Més tard va fer el seu debut internacional sènior amb la selecció nacional el 28 de maig de 2018, amb l'entrenador Roberto Mancini, titular amb Itàlia en una victòria amistós per 2-1 contra l'Aràbia Saudita. El 20 de novembre de 2018, va marcar el seu primer gol amb Itàlia en la seva segona selecció al minut 94 d'un partit amistós que va guanyar per 1-0 als Estats Units, celebrat a Genk.

## Estil de joc
Politano és un jugador esquerrà ràpid i petit, amb ull per al gol, que està dotat de ritme, visió, bona tècnica i habilitat de driblar a velocitat, així com un bon control proper i habilitat per a la primera passada en espais propers. Un jugador versàtil, sol ser desplegat com a extrem, i és capaç de jugar en qualsevol dels laterals, així com en nombrosos altres papers d'atac a la primera línia, inclòs com a segon davanter. També posseeix un bon xut des de la distància, i és una amenaça de balón parat.

## Vida personal
El 20 de novembre de 2021, es va anunciar que Politano va donar positiu per COVID-19, tot i que era asimptomàtic, enmig de la seva pandèmia a Itàlia; es va recuperar el 29 de novembre.

## Palmarès
Nàpols
- Serie A: 2022–23[30]
- Copa d'Itàlia: 2019–20[31]